# Kakamega
Pour les articles homonymes, voir Kakamega (homonymie).
Kakamega est une localité du Kenya, chef-lieu du comté de Kakamega et du district de Lurambi. Elle était aussi le chef-lieu de l'ancienne province occidentale. Elle est située 30 km au nord de l'équateur.

## Toponymie
Le nom proviendrait de l'expression en luhya akamekha signifiant « il l'a bien fabriqué ». Lorsque les Anglais sont arrivés sur le site de l'actuelle ville, ils furent invités à partager le repas des villageois. Ce repas comportait, entre autres, de l’ugali qu'un des invités européens réussit spontanément à manipuler pour en extraire une boulette individuelle consommable. Les villageois se seraient alors écrier akamekha ! que les Anglais ont compris comme « kakamega »[réf. nécessaire].

## Religion
Kakamega est le siège d'un évêché catholique créé le 27 février 1978.

## Personnalités liées
- Sylvia Shitsama Nyamweya, née en 1983 près de Kakamega, est la première neurochirurgienne kenyane.